# Perzekuce kněží pražské arcidiecéze
Poválečná historie pražské arcidiecéze zatím zatím ještě není podrobně zpracována. Po skončení války se čekalo na jmenování nového arcibiskupa. Dne 4. listopadu 1946 papež Pius XII. jmenoval arcibiskupem pražským (vysvěcen 8. prosince téhož roku) Josefa Berana. Po komunistickém převratu vystoupil proti komunisty zřízené podvratné „Katolické akci“ a exkomunikoval a suspendoval kněze Josefa Plojhara, který přes jeho přísný zákaz přijal místo v komunistické vládě. V letech 1949–1963 byl internován na různých místech Československa, nejprve v arcibiskupském paláci v Praze (1949–1951) a posléze jinde (Roželov, Růžodol, Paběnice, Mukařov, Radvanov). V roce 1963 byl propuštěn z internace, bylo mu však zakázáno vykonávat arcibiskupský úřad. 25. února 1965 jej papež Pavel VI. jmenoval kardinálem titulu Santa Croce in via Flaminia. Stát povolil arcibiskupu Beranovi odjet ze země do Říma na slavnostní předání kardinálského klobouku a donutili jej zůstat v exilu. Poté byl státem umožněno jmenování Františka Tomáška administrátorem pražské arcidiecéze.

## Soudy s pomocníky biskupů, kněžími a řeholníky
Komunistický režim se snažil zlomit diecézní i řádové kněze strachem z vězení. Začal proto organizovat velké procesy. Prvním velkým procesem, který se dotkl také pražské arcidiecéze, byl v roce 1950 proces Machalka a spol. Po něm následovala akce K namířena proti řeholníkům. Ke konci roku 1950 komunistický režim ještě zinscenoval proces Zela a spol. (27. 11. – 2. 12. 1950, Jan Boukal, první tajemník arcibiskupa Josefa Berana, ředitel vatikánské Katolické akce Antonín Mandl, kanovníci Jaroslav Kulač a Otakar Švec, Josef Čihák). V roce 1951 následoval proces "Moštěk a spol" (19. – 21. 1951, odsouzen kancléř pražské konzistoře Rudolf Dörner a sekretář pastoračního ústředí Alois Rozehnal) a "Pácha a spol." (31. ledna 1951, odsouzen sekretář arcibiskupa Berana Václav Pácha). V srpnu 1951 následoval proces s členy Katolické akce (KA) „Valena a spol.“. V červnu 1952 další proces "Mádr a spol", který se konal v Brně. 25. června 1953 Krajský soud v Ostravě vynesl rozsudek nad jedenáctičlennou skupinou Bradna a spol., Antonín Bradna byl odsouzen na 15 roků, Karel Pilík na 12 roků a Bohumil Kolář na 10 roků těžkého žaláře.

## Seznam perzekvovaných kněží
- Bareš Alois
- Bareš Václav, 6 let, V-10497 Plzeň
- Bareš Vojtěch
- Beneš František, internace Želiv
- Bílek Ferdinand
- Jan Blesík (redemptorista, spisovatel a misionář)
- Boba Karel
- Jan Boukal
- Karel Brabec (Svárov, okr. Kladno, vazba od 25.9.1950
- Antonín Bradna
- František Bučil
- Josef Čihák
- Čulík Antonín
- Divíšek Václav
- Dörner Rudolf
- Rudolf Dušek, jezuita
- Antonín Dvořák
- Fořtel Josef, V-502 MV
- Karel Herbst
- Josef Hermach
- Ladislav Hlad
- Hnila František, salesián
- Jaroslav Holub
- Jiří Holub
- Josef Hynek
- Stanislav Bohuslav Jarolímek
- Javůrek Josef, V-538/KV
- Antonín Jíša
- Josef Julius
- František Juřík, františkán
- Adolf Kajpr
- Václav Josef Kára, premonstrát
- Josef Kocábek
- František Kohlíček
- Kohout Pavel
- Bohumil Kolář
- Koza Vítězslav
- Korynta Augustin
- Jaroslav Kulač
- Kubíček Inocenc, františkán
- Ladislav František Kučera, křižovník
- Kuthan Václav (Stodůlky, Praha, vazba od 25.9.1950)
- Josef Limpouch
- Ludvík František
- Oto Mádr
- Jan Machač
- Málek Josef
- Václav Malý
- Antonín Mandl
- Mareček Vojtěch Řehoř, františkán
- Mazanec Josef Jiří, františkán
- Mejdrech Karel
- Alois Michálek
- František Mikulášek
- Mrtvý Václav
- Muška Josef, salezián
- Nedbal Antonín (Kralupy n. Vlt., vazba od 26.9.1950)
- Osvald Novák
- Jan Anastáz Opasek
- Vladimír Pícha
- Josef Pikora
- Václav Pácha
- Felix Stejskal SJ
- Jindřich Strnad
- Václav Svátek, kapucín
- Vladislav Sysel
- František Šilhan
- Ladislav Šinkmajer
- Bohumil Štván
- František Štverák
- Otakar Švec
- Heřman Josef Tyl
- Jan Evangelista Urban
- Josef Vacík

- Stanislav Zela
- Josef Zvěřina